# Eletica kolbei
Eletica kolbei es una especie de coleóptero de la familia Meloidae.

## Distribución geográfica
Habita en Tanganica.